# خوان دومينغو براون
خوان دومينغو براون (بالإسبانية: Juan Domingo Brown)‏ (21 يونيو 1888 الأرجنتين - 16 سبتمبر 1931) هو لاعب كرة قدم أرجنتيني سابق كان يلعب كمدافع، لعب خلال مسيرته 36 مباراة وسجل هدفين.

## مسيرته

### مسيرته مع المنتخبات الوطنية
- 1906 - 1916 لعب مع منتخب الأرجنتين لكرة القدم 36 مباراة سجل خلالها هدفين.

## روابط خارجية
- خوان دومينغو براون على موقع قاعدة بيانات كرة القدم.إي يو (الإنجليزية)
- خوان دومينغو براون على موقع ناشيونال فوتبول تيمز (الإنجليزية)
- خوان دومينغو براون على موقع عالم كرة القدم.نت (الإنجليزية)